# Eichhornia azurea
Espèce
Classification phylogénétique
Eichhornia azurea est une espèce de plantes à fleurs de la famille des Pontederiaceae. Elle est originaire du Brésil et de Guyane (où elle est une espèce protégée de catégorie C).